# Андерисен, Вим
Ви́ллем Гера́рдюс (Вим) А́ндерисен (нидерл. Willem Gerardus "Wim" Anderiesen; 27 ноября 1903, Амстердам — 18 июля 1944, там же) — нидерландский футболист, выступал на позиции защитника и полузащитника. Выступал за команды «Гой» и «Аякс». Пятикратный чемпион Нидерландов в составе «Аякса». Провёл 46 игр в составе национальной сборной Нидерландов. Участник двух чемпионатов мира.

## Ранние годы
Виллем Герардюс Андерисен родился 27 ноября 1903 года в Амстердаме. Он был десятым ребёнком в семье Герардюса Питера Андерисена и его жены Хендрики Сюзанны ван ден Берг, всего в семье было 11 детей: семеро дочерей и четверо сыновей. Родители Вима поженились в октябре 1883 года, они оба были родом из Амстердама, отец на тот момент работал на ликёроводочном заводе, а мать была служанкой. В период с 1885 по 1888 год у них родилось трое дочерей: Хендрика Сюзанна, Герарда Петронелла и Катье. Их первый сын Герардюс Питер появился на свет в 1892 году, а спустя два года у них родились мальчик и девочка — Ян Хендрик Антон и Антонетта Мария Велхелмина. Их пятая дочь Жанетте Хендрика родилась в 1896 году, а в декабре 1898 года появился сын Хендрик Фредрик. В 1901 и 1905 году Хендрика Сюзанна родила ещё двоих дочерей. В начале 1900-х годов отец Вима был на службе в полиции Амстердама, а в 1910-х годах работал инспектором в распределительном отделении.
В детстве Вим был сторонником местного футбольного клуба «Аякс». Чтобы попасть в эту команду в 1910-х годах нужно было хорошо играть в футбол, однако Андерисен был недостаточно хорош, поэтому его первой командой стал небольшой клуб «Ромейн». Старшие братья также были увлечены футболом — Ян выступал за резерв клуба АФК, а Хенк играл за резервную команду ДЕК.

## Клубная карьера

### «Аякс»
В сентябре 1925 года братья Андерисены перешли в амстердамский «Аякс», и кроме них, команду пополнил их одноклубник Хенк Твелкер. Издание «De Revue der Sporten» отмечало, что «Аякс» получил троих лучших игроков «’т Гоя». На тот момент за «Аякс» выступал Долф ван Кол, с которым они вместе выступали за предыдущий клуб. В команде Вим дебютировал 4 октября 1925 года в матче чемпионата Нидерландов против «Фейеноорда», сыграв на позиции центрального полузащитника — на выезде на стадионе «Кромме Зандвег» в Роттердаме амстердамцы проиграли со счётом 2:0.
С 1925 по 1940 год Вим Андерисен выступал за амстердамский «Аякс». В составе «Аякса» Вим сыграл 309 матчей и забил 20 мячей, а также пять раз выигрывал чемпионат Нидерландов.

### Международная карьера
За национальную сборную Нидерландов Вим сыграл 46 матчей, это было рекордом для игроков «Аякса», позже этот рекорд в 1979 году побил Рюд Крол. Вим выступал во всех матчах за сборную на чемпионатах мира 1934 и 1938 годов, но на обоих турнирах его команда выступила слишком неудачно.
Впервые в состав сборной Нидерландов Андерисен был приглашён в середине мая 1926 года. Тогдашний главный тренер сборной Боб Гленденнинг вызвал на сбор перед товарищеским матчем с датчанами 22 игрока. Между ними был проведён спарринг матч, игроки были поделены на команды А и Б. Вим играл за первую сборную, и его действия в центре поля были высоко оценены. В начале июля был оглашён состав сборной на матч с Данией, и Андерисен был в него включён. Официально Вим дебютировал за сборную 13 июня 1926 года в товарищеском матче против Дании, состоявшемся в Копенгагене на стадионе «Идрэтспаркен». Дебют для Вима выдался неудачным, нидерландцы уступили хозяевам поля со счётом 4:1, а игру самого Андерисена оценили слабой и медлительной. Проведя невыразительный матч он надолго выпал из рядов национальной команды.
В 1927 году Вим был вызван во вторую Олимпийскую сборную Нидерландов, команде предстояло провести целый ряд игр с английским футбольным клубом «Ньюкасл Юнайтед», который проводил турне в Нидерландах после победы в чемпионате Англии. Вим принял участие только в одном матче, 18 мая в Роттердаме гости из Англии одержали победу со счётом 0:2. Позже Андерисен сыграл и за первую Олимпийскую сборную, но она в основном проводила матчи в Нидерландах против сборных команд Амстердама, Роттердама и прочих.
В ноябре 1939 года Вим направил письмо в Федерацию футбола Нидерландов, в котором изложил своё желание окончательно завершить карьеру в национальной команде.

## Команда «Ласточки»
С конца 30-х годов Андерисен стал играть за сборную команду под названием «Ласточки» (нидерл. Zwaluwen), в неё входил различные игроки нидерландских команд. Вим был не единственным игроком «Аякса» в этой сборной, за неё также выступали нападающие Ринус Бейл и Тьерд Аукема.
28 мая 1939 года на Олимпийском стадионе в Амстердаме «Ласточки» сыграли товарищеский матч против ливерпульского «Эвертона», пятикратного чемпиона Англии, матч проходил в рамках турне «Эвертона» по Швейцарии и Нидерландам. Новоиспечённые чемпионы Англии одержали победу над командой Андерисена со счётом 3:5.
В конце декабря 1939 года Вим провёл свою последнюю игру за «Ласточек». В матче против сборной Амстердама, команда Вима уступила со счётом 1:4, стоит отметить, что на игру команд пришло 17 тысяч зрителей.

## Личная жизнь
Его сын, Вим Андерисен младший также играл за «Аякс» в 1950-е годы.

## Смерть и похороны
В пятницу 14 июля 1944 года Андерисен был госпитализирован с пневмонией в Западную больницу Амстердама. Спустя четыре дня 18 июля он скончался в возрасте 40 лет. Церемония прощания с Вимом состоялась в субботу 22 июля на Восточном кладбище Амстердама. На его похоронах присутствовали многие бывшие международные игроки со всей страны, в том числе Бертюс Калденхове, Маук Вебер, Пюк ван Хел, Бас Пауэ, Адри ван Мале, Франк Велс, Лен Венте, Кик Смит и Кес Мейндерс. Среди бывших и действующих игроков «Аякса» были Долф ван Кол, Геррит Кейзер, Ян ван Дипенбек, Гюс Дрегер и другие. Присутствовали также представители футбольных ассоциаций и клубов, в том числе «Аякса» и ЗВВ, и много других видных людей. Среди представителей Футбольного союза Нидерландов были Карел Лотси, Тонни Стал, Лу Бульон и Хенк Гербертс, от Амстердамского футбольного союза — А. де Хан и Хиршман, от коллегии футбольных судей — Йоп ван Морсел. Также присутствовало руководство Нидерландского банка, сотрудником которого Андерисен являлся. В прощальном зале первое слово было дано исполняющему обязанности президента Нидерландского банка Яну Робертсону, а затем г-ну Серватию от имени службы безопасности банка, который подчеркнул большую скромность и простоту Вима, одновременно восхваляя покойного.
Гроб с телом Андерисена несли коллеги из Нидерландского банка. Перед могилой слово взял г-н Лотси, который напомнил о великих способностях покойного и от имени футбола, любящего Нидерланды, поблагодарил за всё, что Андерисен сделал для спорта и для футбольного спорта в частности. Президент «Аякса» Мариус Колхас с почтением высказался об умершим, отметив, что его спортивный дух по-прежнему будет служить прекрасным примером в «Аяксе». Брат покойного поблагодарил за данную честь и проявленный интерес к этому печальному событию. Могила Андерисена расположена на 41 участке кладбища Де Ньиве Остер.

## Статистика по сезонам
| Клуб | Сезон   | Чемпионат Нидерландов | Чемпионат Нидерландов | Кубок Нидерландов | Кубок Нидерландов | Итого | Итого |
| Клуб | Сезон   | Игры                  | Голы                  | Игры              | Голы              | Игры  | Голы  |
| ---- | ------- | --------------------- | --------------------- | ----------------- | ----------------- | ----- | ----- |
| Аякс | 1925/26 | 18                    | 1                     | 0                 | 0                 | 18    | 1     |
| Аякс | 1926/27 | 25                    | 2                     | 0                 | 0                 | 22    | 2     |
| Аякс | 1927/28 | 26                    | 2                     | 0                 | 0                 | 26    | 2     |
| Аякс | 1929/30 | 21                    | 0                     | 2                 | 0                 | 23    | 0     |
| Аякс | 1930/31 | 17                    | 4                     |                   |                   | 17    | 4     |
| Аякс | 1931/32 | 24                    | 0                     | 0                 | 0                 | 24    | 0     |
| Аякс | 1932/33 | 17                    | 2                     |                   |                   | 17    | 2     |
| Аякс | 1933/34 | 26                    | 1                     |                   |                   | 26    | 1     |
| Аякс | 1934/35 | 24                    | 3                     | 0                 | 0                 | 24    | 3     |
| Аякс | 1935/36 | 26                    | 1                     | 0                 | 0                 | 26    | 1     |
| Аякс | 1936/37 | 26                    | 2                     |                   |                   | 26    | 2     |
| Аякс | 1937/38 | 18                    | 0                     | 1                 | 0                 | 19    | 0     |
| Аякс | 1938/39 | 25                    | 2                     |                   |                   | 18    | 0     |
| Аякс | 1939/40 | 16                    | 0                     |                   |                   | 16    | 0     |
| Аякс | Итого   | 309                   | 20                    | 3                 | 0                 | 312   | 20    |

## Выступления за сборную Нидерландов
| Дата            | Место проведения                 | Соперник     | Счёт | Соревнование                      |
| 13 июня 1926    | «Идрэтспаркен», Копенгаген       | Дания        | 4:1  | Товарищеский матч                 |
| 2 ноября 1930   | «Летцигрунд», Цюрих              | Швейцария    | 6:3  | Товарищеский матч                 |
| 29 марта 1931   | «Олимпийский стадион», Амстердам | Бельгия      | 3:2  | Товарищеский матч                 |
| 26 апреля 1931  | «Олимпийский стадион», Амстердам | Германия     | 1:1  | Товарищеский матч                 |
| 3 мая 1931      | «Босёйл», Антверпен              | Бельгия      | 4:2  | Товарищеский матч                 |
| 14 июня 1931    | «Идрэтспаркен», Копенгаген       | Дания        | 0:2  | Товарищеский матч                 |
| 29 ноября 1931  | «Стад Олимпик», Париж            | Франция      | 3:4  | Товарищеский матч                 |
| 20 марта 1932   | «Босёйл», Антверпен              | Бельгия      | 1:4  | Товарищеский матч                 |
| 17 апреля 1932  | «Олимпийский стадион», Амстердам | Бельгия      | 2:1  | Товарищеский матч                 |
| 2 мая 1932      | «Олимпийский стадион», Амстердам | Ирландия     | 0:2  | Товарищеский матч                 |
| 29 мая 1932     | «Олимпийский стадион», Амстердам | Чехословакия | 1:2  | Товарищеский матч                 |
| 4 декабря 1932  | «Рейн-штадион», Дюссельдорф      | Германия     | 0:2  | Товарищеский матч                 |
| 22 января 1933  | «Олимпийский стадион», Амстердам | Швейцария    | 0:2  | Товарищеский матч                 |
| 5 марта 1933    | «Олимпийский стадион», Амстердам | Венгрия      | 1:2  | Товарищеский матч                 |
| 9 апреля 1933   | «Босёйл», Антверпен              | Бельгия      | 1:3  | Товарищеский матч                 |
| 7 мая 1933      | «Олимпийский стадион», Амстердам | Бельгия      | 1:2  | Товарищеский матч                 |
| 10 декабря 1933 | «Олимпийский стадион», Амстердам | Австрия      | 0:1  | Товарищеский матч                 |
| 11 марта 1934   | «Олимпийский стадион», Амстердам | Бельгия      | 9:3  | Товарищеский матч                 |
| 8 апреля 1934   | «Олимпийский стадион», Амстердам | Ирландия     | 5:2  | Квалификация чемпионата мира 1934 |
| 29 апреля 1934  | «Босёйл», Антверпен              | Бельгия      | 2:4  | Квалификация чемпионата мира 1934 |
| 27 мая 1934     | «Сан-Сиро», Милан                | Швейцария    | 2:3  | Чемпионат мира 1934               |
| 4 ноября 1934   | «Нойфельдплац», Берн             | Швейцария    | 2:3  | Товарищеский матч                 |
| 17 февраля 1935 | «Олимпийский стадион», Амстердам | Германия     | 2:3  | Товарищеский матч                 |
| 31 марта 1935   | «Олимпийский стадион», Амстердам | Бельгия      | 4:2  | Товарищеский матч                 |
| 12 мая 1935     | «Эйзель», Брюссель               | Бельгия      | 0:2  | Товарищеский матч                 |
| 18 мая 1935     | «Олимпийский стадион», Амстердам | Англия       | 0:1  | Товарищеский матч                 |
| 3 ноября 1935   | «Олимпийский стадион», Амстердам | Дания        | 3:0  | Товарищеский матч                 |
| 8 декабря 1935  | «Дэлимаунт Парк», Дублин         | Ирландия     | 3:5  | Товарищеский матч                 |
| 12 января 1936  | «Парк де Пренс», Париж           | Франция      | 1:6  | Товарищеский матч                 |
| 29 марта 1936   | «Олимпийский стадион», Амстердам | Бельгия      | 8:0  | Товарищеский матч                 |
| 3 мая 1936      | «Эйзель», Брюссель               | Бельгия      | 1:1  | Товарищеский матч                 |
| 1 ноября 1936   | «Олимпийский стадион», Амстердам | Норвегия     | 3:3  | Товарищеский матч                 |
| 31 января 1937  | «Рейн-штадион», Дюссельдорф      | Германия     | 2:2  | Товарищеский матч                 |
| 7 марта 1937    | «Олимпийский стадион», Амстердам | Швейцария    | 2:1  | Товарищеский матч                 |
| 4 апреля 1937   | «Босёйл», Антверпен              | Бельгия      | 2-1  | Товарищеский матч                 |
| 2 мая 1937      | «Фейеноорд», Роттердам           | Бельгия      | 1:0  | Товарищеский матч                 |
| 31 октября 1937 | «Олимпийский стадион», Амстердам | Франция      | 2:3  | Товарищеский матч                 |
| 2 февраля 1938  | «Фейеноорд», Роттердам           | Бельгия      | 7:2  | Товарищеский матч                 |
| 3 апреля 1938   | «Босёйл», Антверпен              | Бельгия      | 1:1  | Квалификация чемпионата мира 1938 |
| 21 мая 1938     | «Олимпийский стадион», Амстердам | Шотландия    | 1:3  | Товарищеский матч                 |
| 5 июня 1938     | «Каве Верт», Гавр                | Чехословакия | 0:3  | Чемпионата мира 1938              |
| 23 октября 1938 | «Идрэтспаркен», Копенгаген       | Дания        | 2:2  | Товарищеский матч                 |
| 26 февраля 1939 | «Фейеноорд», Роттердам           | Венгрия      | 3:2  | Товарищеский матч                 |
| 19 марта 1939   | «Босёйл», Антверпен              | Бельгия      | 5:4  | Товарищеский матч                 |
| 23 апреля 1939  | «Олимпийский стадион», Амстердам | Бельгия      | 3:2  | Товарищеский матч                 |
| 7 мая 1939      | «Ванкдорф», Берн                 | Швейцария    | 2:1  | Товарищеский матч                 |

## Достижения
«Аякс»
- Чемпион Нидерландов (5): 1930/31, 1931/32, 1933/34, 1936/37, 1938/39.